# Ousmane Issoufi Maïga
Ousmane Issoufi Maïga (ur. 1945) – malijski polityk, premier Mali od 29 kwietnia 2004 do 28 września 2007.
Maiga studiował ekonomię na Uniwersytecie Kijowskim na Ukrainie, a następnie bankowość i finanse w Uniwersytecie Amerykańskim w Waszyngtonie. Później pracował dla Banku Światowego oraz francuskiego ministerstwa finansów.
Zanim objął funkcję premiera, Maiga zajmował rozmaite funkcje w poprzednich rządach. W 2002 r. będąc ministrem sportu miał współudział w zorganizowaniu w Mali Pucharu Narodów Afryki. Był także ministrem finansów oraz ministrem transportu i infrastruktury.